# Kadrabia
Kadrabia är ett släkte av insekter. Kadrabia ingår i familjen dvärgstritar.
Kladogram enligt Catalogue of Life:
| Kadrabia | \| \| Kadrabia secunda \| \| \| \| \| \| Kadrabia viraktamathi \| \| \| \| |
|          | \| \| Kadrabia secunda \| \| \| \| \| \| Kadrabia viraktamathi \| \| \| \| |
|          | Kadrabia secunda                                                           |
|          |                                                                            |
|          | Kadrabia viraktamathi                                                      |
|          |                                                                            |